# Государственная академия изобразительных искусств Карлсруэ
Госуда́рственная Акаде́мия изобразительных искусств Ка́рлсруэ (нем. Staatliche Akademie der Bildenden Künste Karlsruhe) — один из немецких ВУЗов в области изобразительных искусств. Находится в ведении Министерства науки, исследований и искусств земли Баден-Вюртемберг.

## История создания
В 1854 году принцем-регентом, ставшим впоследствии Великим князем Фридрихом I, была основана Баденская художественная Школа Великого князя. Первым директором был назначен художник-пейзажист из Дюссельдорфа Иоганн Вильгельм Ширмер. Как педагог и реформатор с административными навыками, он разработал программы повышения квалификации для Художественной школы Великого Герцога. Историческим был вклад таких художников, как Карл Фридрих Лессинг, Ханс Тома, а после Второй мировой войны, Эрих Хекель, который, среди прочего, работал в качестве преподавателя.
Государственная художественная школа Бадена приобрела особое значение в 1920 году, пока после захвата власти в Германии нацистами не произошли нацистские реформы. Известные художники этой эпохи, такие как Рудольф Дишингер, Август Баббекгер, Карл Хуббух, Георг Шольц, и Уильям Шнарренбергер уже в середине 1933 года без предварительного уведомления были освобождены от предподавания и их произведения были объявлены «вырождающимся искусством».
После 1942 года воздушные налеты армий союзников разрушили большую часть здания Академии и обучение в тот период было весьма ограниченным, но в 1944 году стало возобновляться. В зимнем семестре 1947/48 произошло новое открытие прежней "Академии художеств Бадена". С 1956 года Академия также имеет представительство во Фрайбурге. В 1961 году стала «Государственной академией художеств Карлсруэ» и приобрела статус Высшего учебного заведения. В то же время была реформирована: преподавание сосредоточено на изобразительном искусстве (живописи, скульптуре, графике).

## Лекции
На протяжении многих лет Академия изобразительных искусств Карлсруэ, считалась в первую очередь академией живописи. Неоэкспрессионизм 1980-х годов представлены именами Георга Базелица и Маркуса Люперца. Современная учебная программа включает гуманитарные науки, мастерские живописи и графики, скульптуры и рисунка.
Проводятся различные семинары по литографии, шелкографии, офорту, камню, металлу и гипсу.
Подготовка 300 студентов проходит в общих классах. Теоретические курсы по истории искусств и дидактики, а также гостевые лекции дополнены практическими занятиями.

## Расположение
Классы и аудитории расположены в трех разных местах города Карлсруэ. Главное здание находится в городском районе Вестштадт на Райнхольд-Франк-Штрассе, 67. Сад скульптур можно увидеть на улице Бисмарка. Стеклянный замок расположен на окраине. Библиотеки и администрация Академии находятся в доме недалеко от главного здания. Кроме того, Государственная Академия художеств Карлсруэ имеет филиал во Фрайбурге.

## Известные выпускники и профессора
- Георг Базелиц (р. 1938), один из самых дорогих ныне живущих художников
- Карл Вагнер, немецкий художник
- Рудольф Дишингер (1904—1988), немецкий художник, представитель направления Новая вещественность.
- Леопольд фон Калькрёйт (1855—1928), немецкий живописец
- Александр Канольдт (1881—1939), немецкий живописец
- Пер Киркеби (р. 1938), датский художник, скульптор и архитектор
- Оскар Роман фон Кукель (1852—1930) — немецкий живописец, иллюстратор и график[1]
- Карл Кунтц (1770—1830), немецкий живописец и гравёр.
- Маркус Люперц (р. 1941), немецкий живописец и график
- Отто Модерзон (1865—1943), немецкий художник-пейзажист
- Карл Рёхлинг (1855—1920), немецкий живописец и иллюстратор
- Зигмунд фон Салльвюрк, немецкий художник
- Ханс Тома (1839—1924), немецкий живописец
- Вильгельм Трюбнер (1851—1917), немецкий живописец
- Герман Фольц (1847—1941), немецкий скульптор
- Макс Фрей (1874—1944), немецкий живописец
- Фридрих Хейзер (1857—1921) — немецкий художник.
- Карл Хофер (1878—1955), немецкий живописец.
- Карл Хофф (1838—1890) — германский художник.
- Лени Хофманн (* 1962), немецкий живописец и скульптор
- Эмиль Шумахер (1912—1999), немецкий живописец.